# Capitol Steps

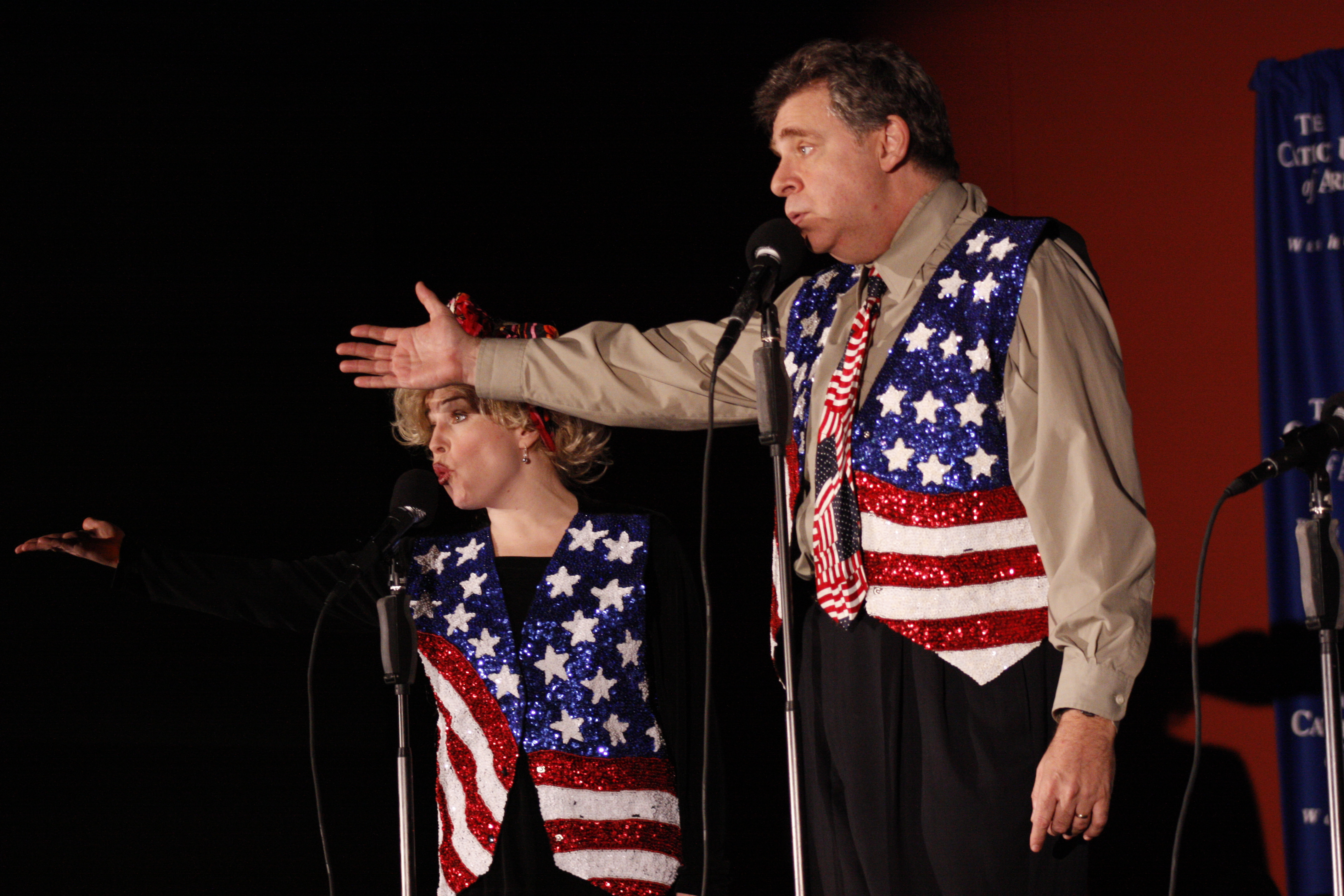
Auftritt der Capitol Steps an der CUA (2008)

Die Capitol Steps sind eine Gruppe von Unterhaltungskünstlern aus den Vereinigten Staaten, die sich satirisch mit US-amerikanischer Politik auseinandersetzt. Der Gruppenname ist eine Anspielung auf den früheren Kongressabgeordneten John Jenrette, der bei einer nächtlichen Sitzung des Kongresses eine Sitzungspause zum Sex mit seiner Frau auf den Stufen des Kapitols nutzte und damit einen Skandal auslöste.

## Geschichte
1981 von drei Mitarbeitern der republikanischen Fraktion im Senat gegründet, bestand die Gruppe in den Anfangsjahren ausschließlich aus Mitarbeitern des parlamentarischen Betriebs in Washington, D.C. Nachdem aus sporadischen Auftritten bei Weihnachtsfeiern und anderen besonderen Anlässen eine zunehmend erfolgreiche monatliche Show geworden war, kündigten die Mitglieder der Gruppe 1987 ihre bisherigen Berufe und widmeten sich hauptberuflich der Unterhaltung.
Die Capitol Steps genossen in den USA bald einen hohen Bekanntheitsgrad und durften bereits 1988 auf ausdrücklichen Wunsch des US-Präsidenten Ronald Reagan eine Darbietung im Weißen Haus vor Reagan, seiner Frau Nancy sowie mehreren hundert Kongressabgeordneten geben.
Mittlerweile zählt die Gruppe 26 Mitglieder, von denen die Mehrzahl professionelle Schauspieler sind. 2011 veröffentlichten die Capitol Steps ihr 34. Album.

## Inhalte
Die Capitol Steps parodieren hauptsächlich den politischen Betrieb in Washington, D.C., indem sie zur Melodie bekannter Lieder der letzten Jahrzehnte das aktuelle Geschehen sowie insbesondere die aktuellen Skandale der US-amerikanischen Politik humorvoll darstellen.